# Gà Arbor Acres
Gà Arbor Acres hay còn gọi là gà AA là giống gà hướng thịt công nghiệp cao sản có nguồn gốc từ Mỹ. Chúng hình thành do phương pháp lai tạo 4 dòng. Arbor Acres là tên chi nhánh thuộc công ty Aviagen, được thành lập năm 1933 tại Mỹ. Gà AA có năng suất rất cao, là một trong những giống gà thịt cao sản của thế giới. Chúng được công nhận là một giống vật nuôi được phép sản xuất, kinh doanh, lưu hành trong lãnh thổ Việt Nam.

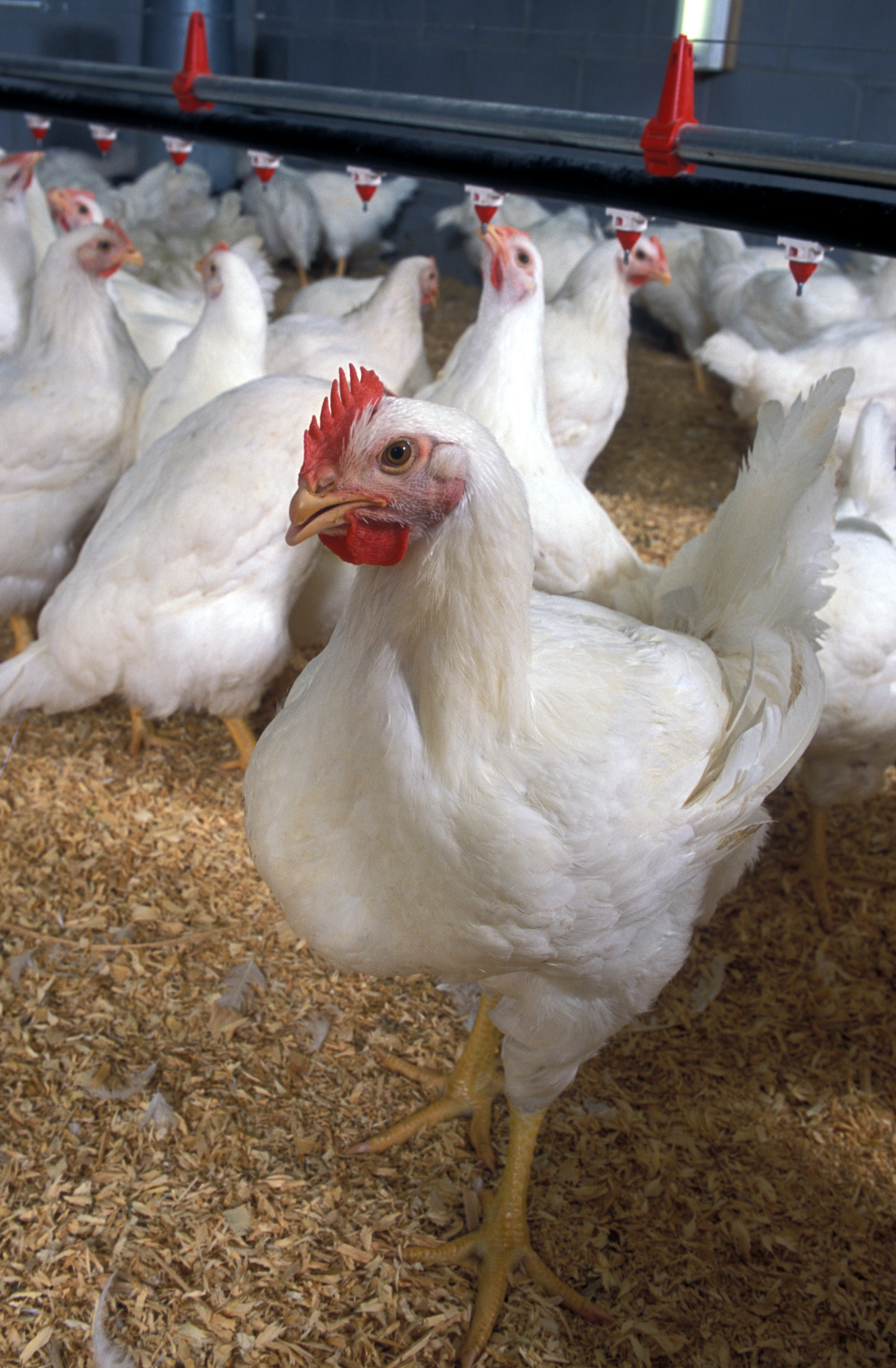

## Đặc điểm
Gà có thân hình to cao cân đối, chân cao, ngực phẳng, đùi dài, ức phẳng, đùi, lườn rất phát triển, cho thịt nhiều, tỷ lệ thịt lườn chiếm 16-17% và thịt đùi 15-16% so với thịt xẻ. Lông gà có [[màu lông trắng tuyền. Da chân, mỏ màu vàng nhạt, mào cờ (màu đơn), khả năng thích ứng rộng. Gà thịt AA sinh trưởng nhanh, gà thịt nuôi lúc 49 ngày tuổi con trống đạt trọng lượng 2,5 kg, con mái đạt trọng lượng 2,3kg. Lúc 49 ngày tuổi gà trống đạt 2,8kg (2,4 - 2,5kg), gà mái đạt 2,6kg (2,3 -2,4kg). Tiêu tốn thức ăn cho 1kg tăng trọng từ 2,1 -2,2, kg 2,1 -2,2, ơkg. Giống gà này rất được ưu chuộng, tuy nhiên vì lớn nhanh nên yêu cầu về nuôi dưỡng và kỹ thuật cao chỉ phù hợp với những cơ sở chăn nuôi lớn.
Năng suất của đàn bố mẹ khối lượng lúc 20 tuần tuổi là 2,8-3,0 kg/con trống; 2,0–2,2 kg/con mái. Gà có năng suất cao hơn BE và HV85. Khi gà trống 7 tuần đạt trọng lượng 3,2 kg, gà mái: 2,6 kg. Gà broiler 49 ngày tuổi nặng 2,2-2,5 kg, tiêu tốn 2,1-2,2 kg/kg tăng trọng. Khả năng đẻ trứng trung bình 160 – 170 quả/mái/9 tháng đẻ, tỷ lệ phôi 95 %, tỷ lệ nở/trứng ấp 80 – 85%. Sản lượng trứng 180 -190 quả/mái/năm, vỏ trứng màu nâu. Năng suất trứng đến 66 tuần tuổi là 191 trứng/mái, tuổi đẻ 5% là 25 tuần, đẻ đỉnh cao (85 – 86%) lúc 31 – 34 tuần tuổi, gà thịt broiler 1 ngày tuổi/mái đầu kỳ là 155 con. 

## Chăn nuôi
Trong chăn nuôi gà này có sự tác động của phytate và phytase* trong dòng luân chuyển chất khoáng nội sinh và các amino acid trong ruột hồi ở gà thịt trong chế độ cho ăn thức ăn tinh chế ở giai đoạn tăng trưởng. Giống gà mái 17 ngày tuổi Arbor Acres được cho ăn (ngẫu nhiên) theo 4 chế độ cho ăn thử nghiệm, gà được chia ra nhốt trong 6 chuồng, bốn con/chuồng. Gà được cho ăn cùng một chế độ ăn thức ăn tinh chế với các yếu tố gồm 2 hàm lượng phosphor phytate cho đến khi gà được 21 ngày tuổi.
Kết quả đưa ra nhận định rằng phytate có thể làm giảm giá trị sử dụng của amino acid bằng cách tăng thất thoát nội sinh nhưng tăng giá trị sử dụng của khoáng chất nội sinh trong điều kiện cho gà ăn thức ăn tinh chế. Việc bổ sung vi sinh vật phytase có thể giúp tận dụng chất khoáng và amino acid bằng cách giảm những thất thoát nội sinh của các chất này trong ruột của gà.
Cho ăn bột đỗ tương Mỹ (đã bóc vỏ) dùng nuôi gà broiler, gà mái đẻ và gà giống tại Trung Quốc qua việc sử dụng bột đỗ tương đã tách vỏ (Dehulled soybean meal - DHSBM). Một nghiên cứu về nuôi dưỡng broiler được tiến hành năm 1999 với 2.400 gà con Arbor Acres 01 ngày tuổi trong một trại chăn nuôi hỗn hợp quy mô lớn tại tỉnh Sơn Đông. Kết quả cho thấy mô hình nuôi gà thương phẩm Arbor Acres bằng bột đỗ tương Mỹ đã bóc vỏ là có kết quả khả quan và mang lại lợi ích kinh tế.
Lưu ý về bệnh viêm khớp trên gà đã hiện diện tại cơ sơ nuôi gà giống bố mẹ AA với tỉ lệ nhiễm là 3,1%. Lứa tuổi xuất hiện bệnh bắt đầu từ tuần thứ 6, tỉ lệ nhiễm cao nhất vào tuần thứ 9,10 và giảm dần từ tuần thứ 13. Vi khuẩn chủ yếu là S.aureus, S.epidermidis và E.coli. Gà có những biểu hiện kém nhanh nhẹ, mất vẻ linh hoạt hơn các con khác trong đàn. Gà thường thích đứng một chỗ, ít vận động, bò đau một chân với biểu hiện sưng khớp chủ yếu ở vùng khớp gối sưng to nóng, đỏ. Tiếp theo là liệt cả hai chân, cả hai khớp đều sưng to, đôi khi sưng cả khớp bàn, lông xơ xác, dơ bẩn, gà gầy sút nhanh do không ăn uống được.